# Sansan Husaeni
Sansan Fauzi Husaeni (sinh ngày 1 tháng 8 năm 1989) là một cầu thủ bóng đá người Indonesia hiện tại thi đấu cho PS TNI ở Liga 1 Indonesia ở vị trí tiền đạo. Anh có chiều cao 180 cm.